# SS-Stabsscharführer

Ärmelstreifen (auch "Spieß-Kolbenringe") für Stascha der Waffen-SS.

Der SS-Stabsscharführer (kurz: Stascha; Ansprache: Stabsscharführer) war im Deutschen Reich bis zum Jahre 1945 die Dienststellungsbezeichnung für den Dienstposten oder die herausgehobene Verwendung als Kompaniefeldwebel (auch „Spieß“) in einer Kompanie (bis ca. 120 SS-Soldaten) der Waffen-SS. Diese Dienststellungsbezeichnung wurde speziell für die Waffen-SS eingeführt, aber später auch in anderen Bereichen der Schutzstaffel (SS), wie beispielsweise den SS-Totenkopfverbänden, verwendet.
Der SS-Stabsscharführer war dem im Jahre 1938 in der Wehrmacht eingeführten Hauptfeldwebel (kurz: HptFw; umgangssprachlich: „Spieß“, auch „Mutter der Kompanie“) nachempfunden.
In diese Dienststellung wurden in der Regel dienstältere und erfahrene SS-Oberscharführer oder SS-Hauptscharführer bei entsprechender Eignung und bei Bedarf eingewiesen. Kennzeichen waren zwei parallel aufgenähte, 10 mm breite, silberfarbene Unteroffizierslitzen, die „Kolbenringe“ (Abstand zueinander 5 mm) an beiden Ärmelaufschläge von Uniformjacke, Paraderock und Uniformmantel. Im Kriege gab es zudem auch die Dienststellungsbezeichnung „Stabsscharführer-Diensttuer“. Hierfür gelangten in Ausnahmefällen auch SS-Scharführer (vergleichbar dem heutigen Stabsunteroffizier OR-5) zum Einsatz.

## Besonderheiten
In der Hierarchie der Waffen-SS war der Stabsscharführer üblicherweise der dienstälteste Unteroffizier im Kompaniebereich (vor 1935 SS-Sturm), eine der Kompanie in Heer und Luftwaffe vergleichbare Einheit. Er war dem Spieß, Kompaniefeldwebel bzw. „Hauptfeldwebel-Diensttuer“ vergleichbar.